# Bolowen
Bolowen – wyżyna w południowym Laosie, która rozciąga się pomiędzy Górami Annamskimi a doliną Mekong. Wznosi się maksymalnie na wysokość 1716 m n.p.m. Na wyżynie występują lasy monsunowe oraz sawanna. Na wyżynie Bolowen uprawia się herbatę, kawowiec, kardamon oraz chinowiec.